# Campo (Lugo)
Campo (llamada oficialmente San Xoán do Campo) es una parroquia española del municipio de Lugo, en la provincia de Lugo, Galicia.

## Otras denominaciones
La parroquia también es conocida por el nombre de San Xoán de Campo.

## Organización territorial
La parroquia está formada por diez entidades de población:

### Entidades de población
Entidades de población que forman parte de la parroquia:
- Abol
- Argonde
- Belesar
- Birbigueira
- Cambra (A Cambra)
- Lamaboa
- Pacios
- Pigueira (A Piqueira)
- Seoane

### Despoblado
Despoblado que forma parte de la parroquia:
- Silva (A Silva)

## Demografía
| Gráfica de evolución demográfica de Campo entre 2000 y 2020 |
|                                                             |
| Datos según el nomenclátor publicado por el INE.            |